# Somogy vármegye története

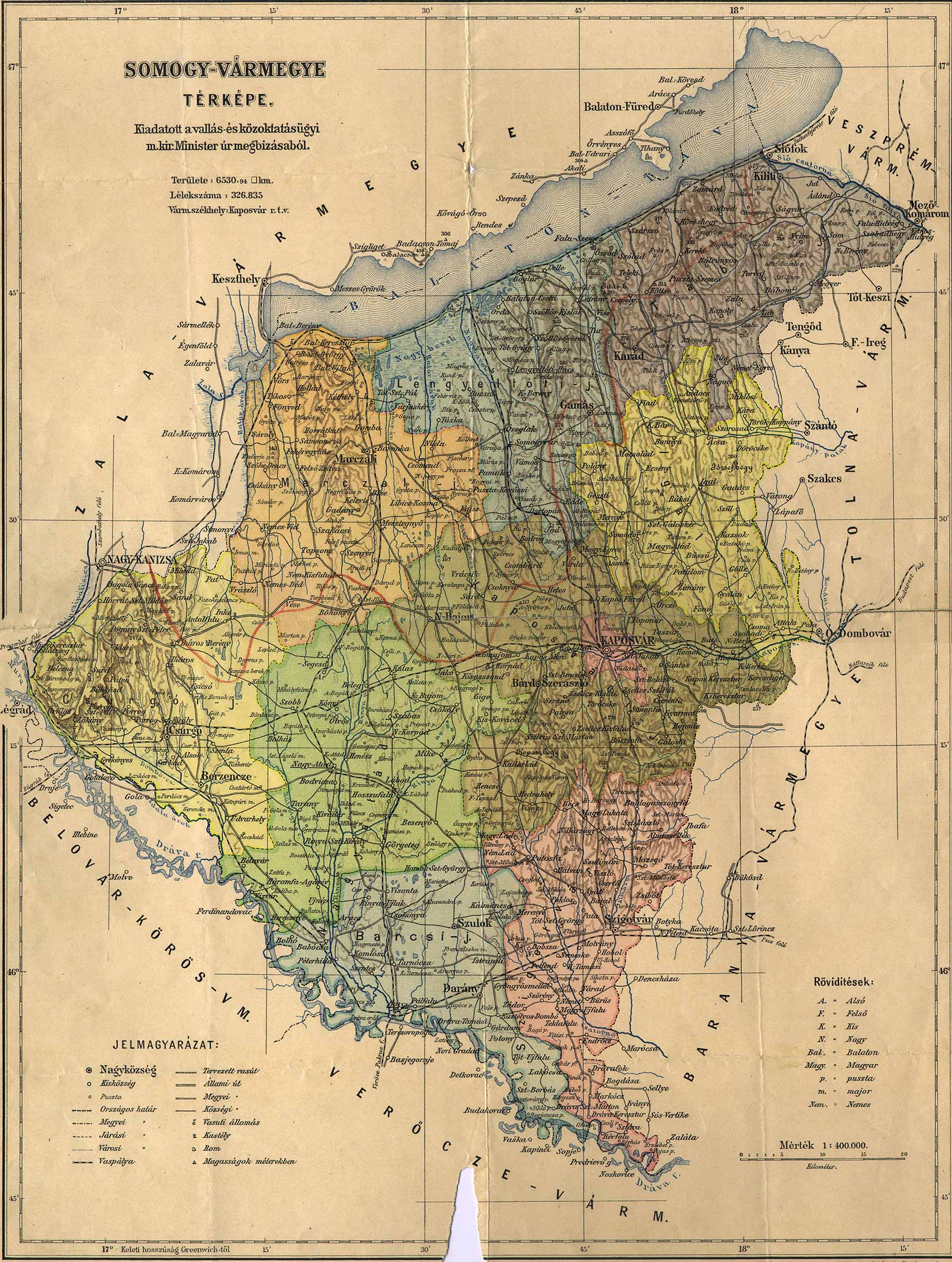
Somogy vármegye közigazgatási térképe 1910-ből

Somogy vármegye (németül: Komitat Schomodei, latinul: Comitatus Simigiensis) közigazgatási egység volt a Magyar Királyság dunántúli részében. A mai Somogy vármegye területe nagyrészt megegyezik vele. Székhelye Somogyvár, majd Kaposvár volt.

## Földrajz
A vármegye területe nagyrészt síkság, de voltak kiterjedt dombságai és alacsony hegyhátai is, melyek magassága azonban jellemzően nem haladta meg a 300 m-t. A vármegye vizekben aránylag gazdag volt. Déli részét a Dráva, középső vidékét a Kapos és annak mellékvizei öntözték; részben hozzá tartozott a Kárpát-medence legnagyobb tava, a Balaton is. Északról Zala és Veszprém vármegyék, keletről Veszprém, Tolna és Baranya vármegyék, délről Horvát-Szlavónország, nyugatról Zala vármegye határolta.

## Történelem
A vármegyét Szent István király hozta létre az államalapítás és a királyi vármegyerendszer megszervezése idején Somogyvár központtal. Később Tapsonyból és Marcaliból is irányították a megyét, majd Kaposvár 1749-ben lett a vármegyeszékhely. A hajdani időkben Somogyország néven is emlegette a hagyomány. Lehetséges, hogy a Somogyország alatt értett terület magába foglalt még szlavóniai vidékeket is.
Somogy volt az első vármegye az országban, amely címert kapott: ez 1498-ban történt. Magyarok mellett kisebb számban horvátok, németek és szlovénok is éltek a területén. Azon kevés vármegyék közé tartozott, amelyek területét közvetlenül nem érintette a trianoni békeszerződés. A mai Somogy vármegye, akkor Somogy megye néven, az 1950-es megyerendezés során alakult ki, Siófok ekkor került ide, viszont Szigetvár és környéke Baranya megye része lett.

## Lakosság
A vármegye összlakossága 1891-ben  326 835 fő volt, ebből:
- 294 242 (90%) magyar
- 19 721 (7%) német
- 10 829 (3%) horvát

## Közigazgatás

### Járások
A megye 1712-ben három járásra volt tagolva: Kanizsai járás, Kaposi járás, Szigeti járás. 1753-tól a járási felosztás a következőképpen módosult: Igali járás, Kanizsai járás, Kaposi járás, Szigeti járás. 1800 tól a következő közigazgatási felosztás volt érvényben: Babócsai járás, Igali járás, Kaposvári járás, Marcali járás, Szigeti járás. 1840-től a Babócsai járás, Igali járás, Kaposvári járás, Központi járás,  Marcali járás, Szigetvári járás néven volt felosztva. 1870-től a járások felosztása a következő volt a megyén belül: Csurgói járás, Igali járás, Kaposvári járás, Lengyeltóti járás, Marcali járás, Szigetvári járás, Tabi járás. 1896-tól a megye járási felosztása 9 járásra tagolódott: Barcsi járás,  Csurgói járás, Igali járás, Kaposvári járás, Lengyeltóti járás, Marcali járás, Nagyatádi járás, Szigetvári járás, Tabi járás.
A vármegye középkori eredetű négyes járási felosztása helyett a 19. század második felében nyolc járás alakult ki, melyekhez 1896-ban egy kilencedik csatlakozott. A járásoknak 1886 után lett állandó székhelyük. Ez a beosztás ‑ a járáshatárok kisebb módosításaitól eltekintve ‑ változatlan volt 1950-ig.
- Csurgói járás, székhelye Csurgó
- Igali járás, székhelye Igal
- Kaposvári járás, székhelye Kaposvár
- Lengyeltóti járás, székhelye Lengyeltóti
- Marcali járás, székhelye Marcali
- Nagyatádi járás, székhelye Nagyatád
- Szigetvári járás, székhelye Szigetvár
- Tabi járás, székhelye Tab
- Barcsi járás, székhelye Barcs (1896-ban szervezték)

### Város
Somogy vármegyéhez egyetlen város tartozott, Kaposvár, melynek rangja 1930 előtt rendezett tanácsú város volt, azután az elnevezés megváltozása miatt megyei város. 1942-ben viszont törvényhatósági jogú városi rangot kapott, de ezt csak 1945-ben hajtották végre ténylegesen, így 1950-ig Kaposvár nem tartozott Somogy vármegyéhez.

## Főispánjai

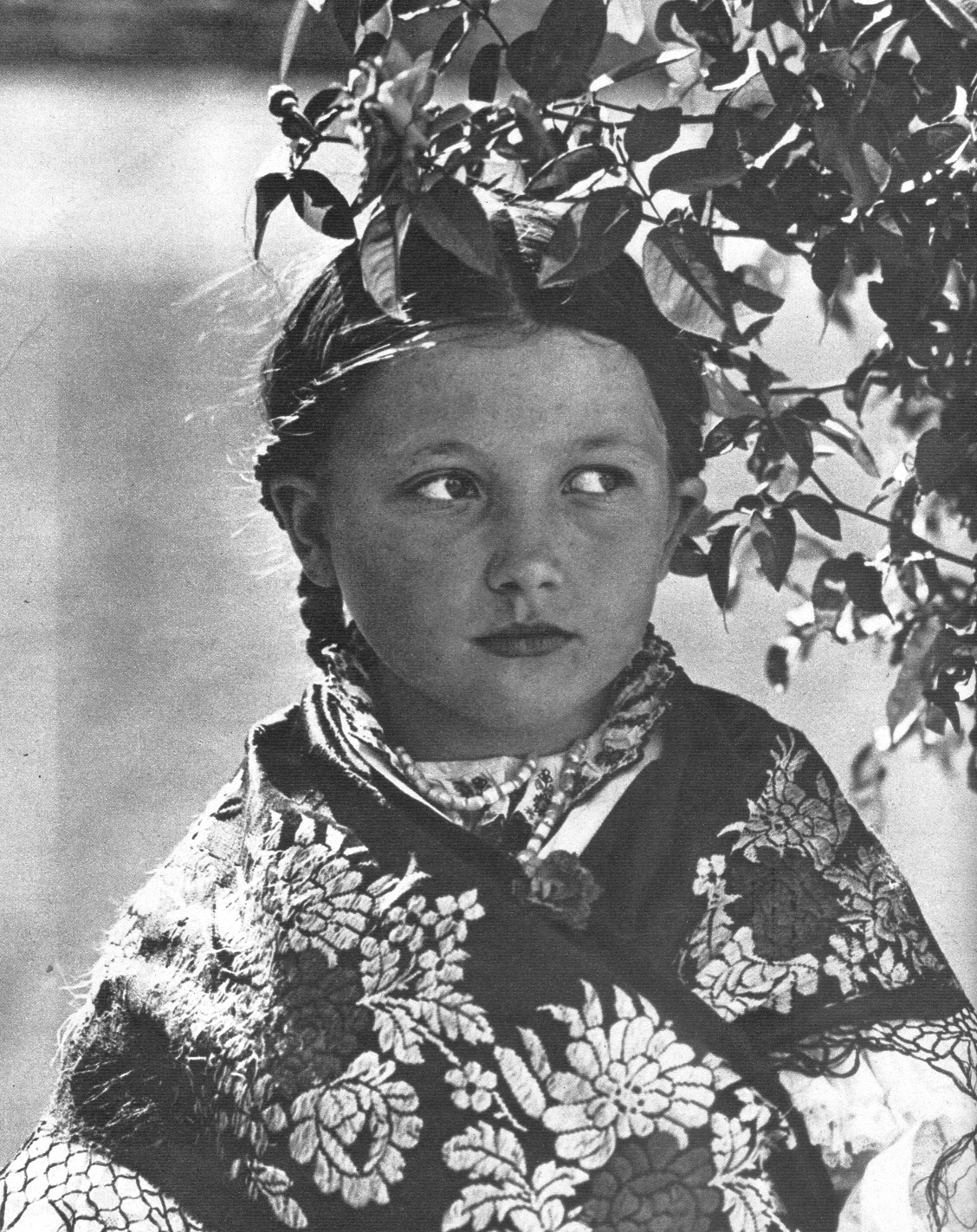
Somogyi kislány

| Név                               | Időszak         |
| --------------------------------- | --------------- |
| Patachich Sándor                  | 1740-1747       |
| Batthyány Károly József           | 1747-1772       |
| Sigray Károly                     | 1772-1785       |
| Széchényi Ferenc (királyi biztos) | 1785-1786       |
| Splényi József (királyi biztos)   | 1786-1790       |
| Sigray Károly                     | 1790-1798       |
| Széchényi Ferenc                  | 1798-1811       |
| Teleki László                     | 1811-1821       |
| Sigray József                     | 1822-1830       |
| Mérey Sándor                      | 1831-1845       |
| Czindery László                   | 1845-1848       |
| Sárközy Albert                    | 1848-1849       |
| Jankovich László                  | 1860            |
| Mérey Károly                      | 1861            |
| Jankovich László                  | 1865, 1867-1886 |
| Domahidy Elemér                   | 1903-1906       |
| Tallián Béla                      | 1886-1892       |
| Tallián Gyula                     | 1893-1906       |
| Kapotsfy Jenő                     | 1906-1910       |
| Makfalvy Géza                     | 1910-1917       |
| Széchényi Aladár                  | 1918-1919       |
| Svastics Nándor (kormánybiztos)   | 1919            |
| Sárközy György                    | 1920-1926       |
| Keresztes-Fischer Ferenc          | 1926-1931       |
| Szapáry Lajos                     | 1931-1935       |
| Igmándy-Hegyessy László           | 1935-1938       |
| Barcsay Ákos                      | 1938-1939       |
| Széchényi Endre                   | 1939-1944       |
| Szathmáry Lajos                   | 1944-1945       |
| Vidovics Ferenc                   | 1945-1946       |
| Fekete Tibor                      | 1946-1947       |
| Bobánovics Jenő                   | 1947-1950       |